# Замок Ґіфу
За́мок Ґі́фу　(【岐阜城】 ぎふじょう) — японський гірський замок у провінції Міно (сучасна префектура Ґіфу, місто Ґіфу, гора Кінка). Розташовувався на горі Інаба (бл. 329 м; сучасна назва — гора Кінка), на березі річки Наґара. Збудований у XIII столітті. Біля підніжжя замокової гори було збудоване призамкове містечко Інокучі — сучасне місто Ґіфу. Інші назви — гірський замок Інаба (【稲葉山城】 いなばやまじょう), замок Інабаяма; замок Інокучі (【井ノ口城】 いのくちじょう).

## Історія
Перший замок Ґіфу був побудований кланом Нікайдо між 1201 і 1204 роками в період Камамура. Спочатку це був невеликий форт, але в період Муроматі Сайто Тосінагою був реконструйований у значно більшому масштабі. Тосінага служив титулом сюґо провінції Міно, але через внутрішні конфлікти клан Сайто був витіснений кланом Токі. Доля клану була відновлена у вигляді авантюриста з Кіото, який прийняв ім'я Сайто Досан. Він вигнав клан Токі та переміг вторгнення з сусідньої провінції Оварі під приводом Оди Нобухіде. У 1533—1567 роках — резиденція самурайського дому Сайто (Сайто Досана, Сайто Йошітацу та Сайто Тацуокі).
1567 року захоплений військами магната Оди Нобунаґи, національного героя Японії. . Його резиденція у 1567—1576 роках. Нобунаґа перейменував фортецю на Замок Ґіфу. Він продовжив реконструкцію замку в набагато більш вражаючу та грандіозну споруду, ніж його попередники. Нобунаґа побудував тенсю на вершині гори і привіз багато величезних каменів, щоб зміцнити його вали. 
Згодом належав полководцям Оді Нобутаді (з 1576), Оді Нобутаці (з 1582), Ікеді Мотосуке (з 1583), Ікеді Терумасі (з 1584), Тойотомі Хідецуґу (з 1591) й Оді Хіденобу (1592—1600). Ліквідований у 1600—1601 роках, після Секіґахарської битви. 
1956 року на вершині гори збудовано бутафорську головну замкову башту із залізобетону та замковий музей, до яких веде канатна дорога.

## Галерея

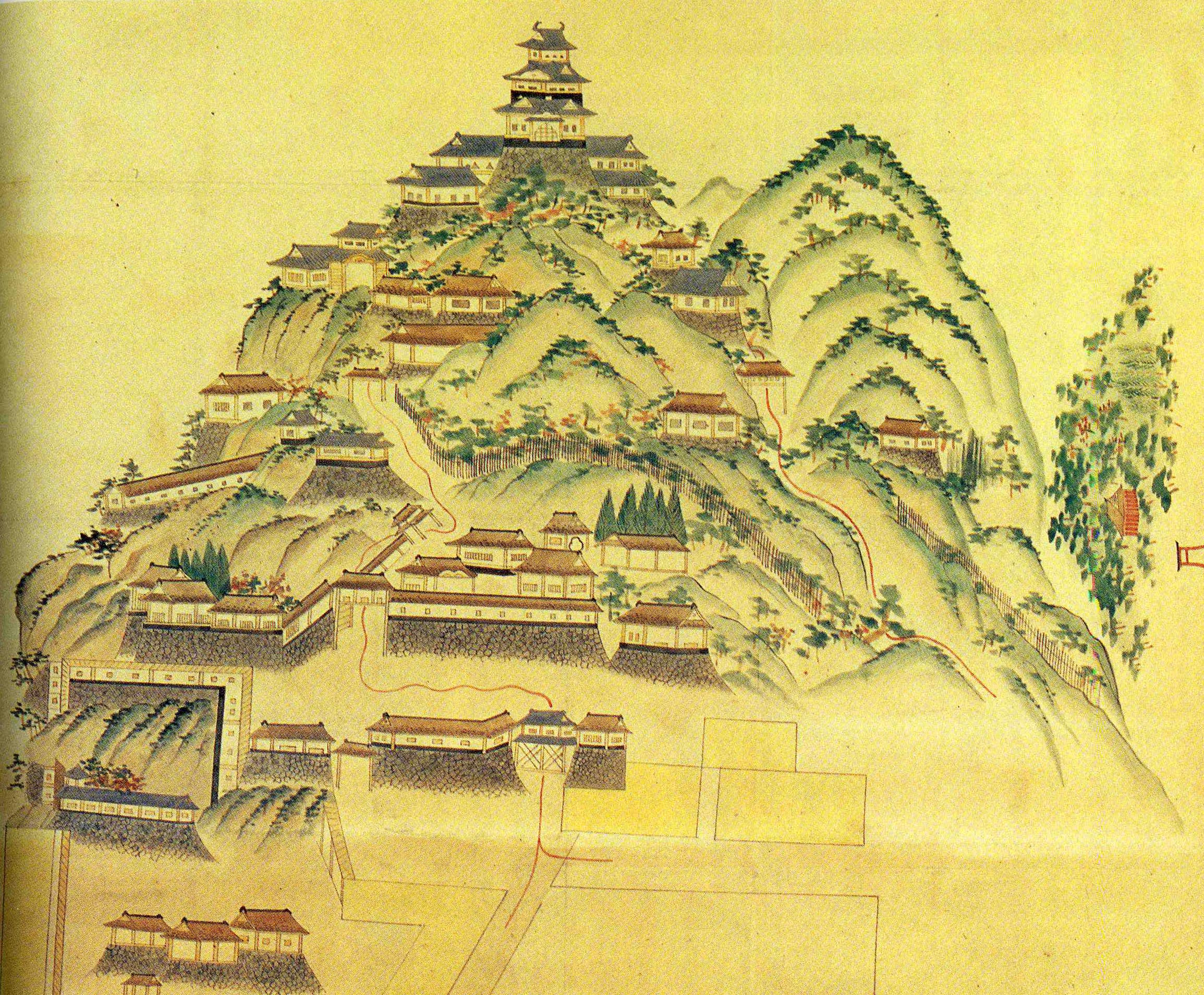
Замок Ґіфу (XVI ст.).
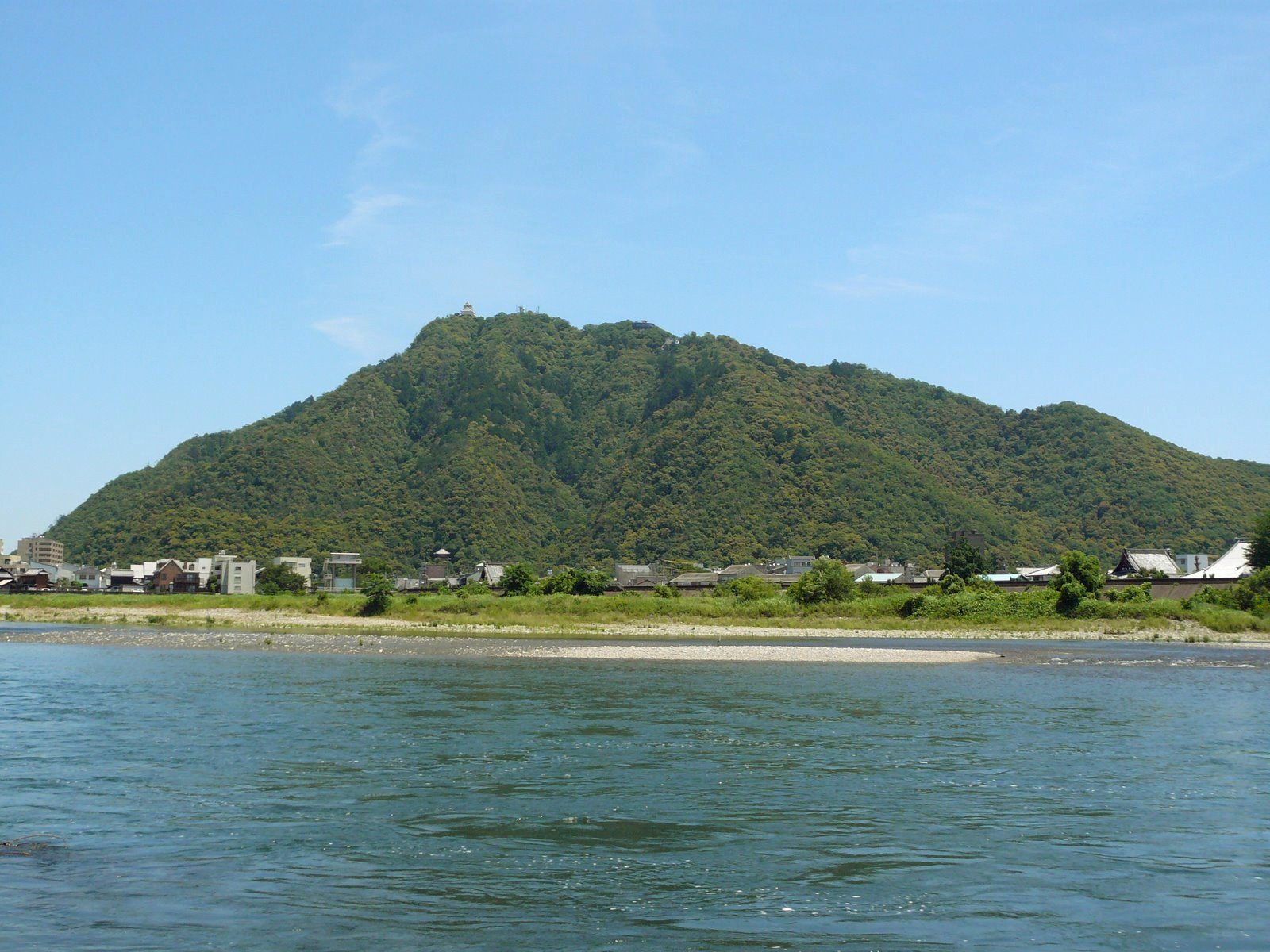
Замкова гора
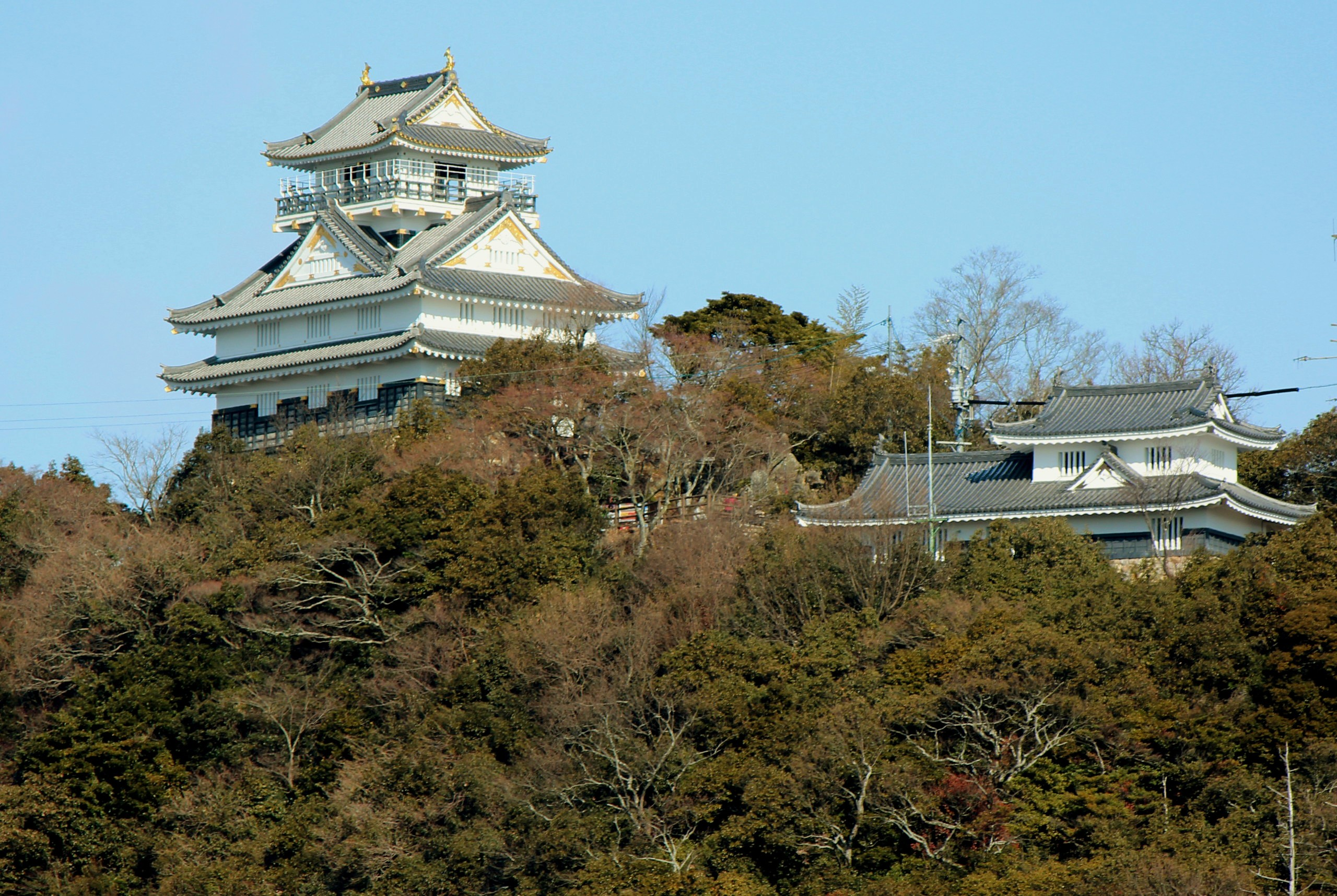
Замковий музей і башта
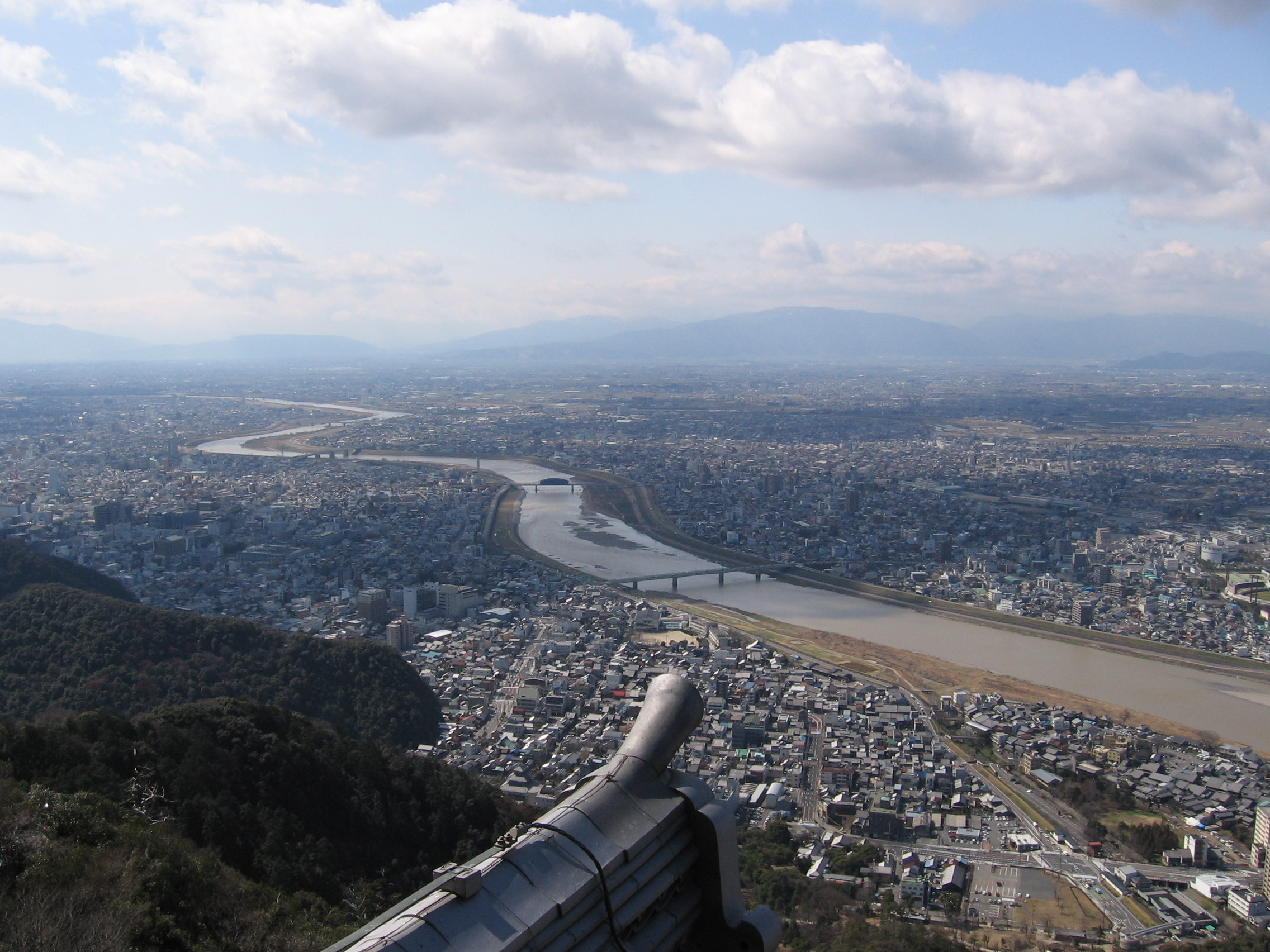
Річка Наґара з башти